# Thierry Witsel
Thierry Witsel (Martinique, 28 mei 1968) is een Belgisch politicus voor de PS en voormalig voetballer.

## Levensloop
Witsel werd geboren op het Caraïbische eiland Martinique. Op zijn achtste verhuisde hij met zijn gezin naar Luik. Hij werkte van 1989 tot 2004 in de bouw: eerst als knecht, dan als metselaar en uiteindelijk als ploegbaas. Nadat hij via avondschool een diploma in de pedagogie haalde, werkte hij van 2004 tot 2019 leraar technisch tekenen in het buitengewoon onderwijs, aan de École Saint Vincent Ferrer in Luik. 
Ook speelde hij voetbal bij meerdere Luikse provinciale clubs: van 1997 tot 1998 bij Stade Waremmien, van 2000 tot 2001 bij Entente Amay en van 2002 tot 2005 bij RRC Hamoir. Witsel speelde eveneens in het zaalvoetbal bij eerste klasseploeg Union 4200. Bovendien trainde hij bij voetbalclub Standard Luik gedurende tien jaar spelers onder 11 jaar en was hij van 2014 tot 2018 assistent-trainer van voetbalploeg RCS Verlaine. Zijn zoon Axel Witsel werd profvoetballer.
Witsel stelde zich kandidaat bij de Waalse verkiezingen van mei 2019 en stond op de zevende plaats van de PS-lijst in het arrondissement Luik. Hij doorbrak de lijstvolgorde en werd met bijna 7000 voorkeurstemmen verkozen in het Waals Parlement en het Parlement van de Franse Gemeenschap. Als Waals Parlementslid werd hij lid van de commissie Begroting en Sportinfrastructuren, waarvan hij van 2023 tot 2024 vicevoorzitter was, en in het Parlement van de Franse Gemeenschap zetelde hij van 2019 tot 2023 in de commissie Hoger Onderwijs, Onderwijs voor Sociale Promotie, Onderzoek, Universitaire Ziekenhuizen, Jeugdhulp, Jeugd, Justitiehuizen en Promotie van Brussel en van 2023 tot 2024 in de commissie Internationale Betrekkingen, Sport, Onderwijs voor Sociale Promotie en Algemene Zaken.
Bij de Waalse verkiezingen van juni 2024 werd Witsel herkozen in zijn parlementaire mandaten. Hij werd vervolgens eveneens als deelstaatsenator afgevaardigd naar de Senaat. 
In 2020 richtte Witsel de vzw Stop Racism in Sport op, die concrete acties op touw zette om discriminatie en racisme in het voetbal tegen te gaan.